# C11H12ClNO
化学式C11H12ClNO（摩尔质量：209.67 g/mol）可以指：
- N-(4-氯苯基)-N-甲基甲基丙烯酰胺，CAS号：85576-99-4
- 1-(4-氯苯基)-3-二甲氨基-2-丙烯-1-酮，CAS号：28587-05-5
- (4-氯苯基)-1-吡咯烷基甲酮，CAS号：19202-05-2
- 4-(1-吡咯烷基)苯甲酰氯，CAS号：679809-11-1
- 4-氨基-2-甲基-1-萘酚（英语：4-Amino-2-methyl-1-naphthol）盐酸盐 （维生素K5盐酸盐），CAS号：130-24-5
- 4-氨基-3-甲基-1-萘酚盐酸盐（维生素K7盐酸盐），CAS号：5934-26-9
- 1-氨甲基-2-萘酚盐酸盐，CAS号：7523-34-4
- 6-乙氧基喹啉盐酸盐，CAS号：198704-91-5

|  | 这个同类索引页列出了具有相同分子式的化学物（即同分異構體）条目。 除非您是有意链接至本页，否则应将相应条目的内部链接指向正确的条目。 |